# Fess Parker
Fess Elisha Parker jr. (Fort Worth, 16 augustus 1924 - Santa Barbara, 18 maart 2010) was een Amerikaans acteur. Zijn bekendste rol was deze van Davy Crockett in de gelijknamige televisieserie in 1954-1955. Hij speelde ook mee in verschillende films en werd na zijn loopbaan als acteur wijnmaker in Californië.

## Filmografie
- Harvey (1950)
- No Room for the Groom (1952)
- Untamed Frontier (1952)
- Springfield Rifle (1952)
- Take Me to Town (1953)
- The Kid from Left Field (1953)
- Island in the Sky (1953)
- Thunder Over the Plains (1953)
- Dragonfly Squadron (1954)
- Them! (1954)
- The Bounty Hunter (1954)
- Battle Cry (1955)
- Davy Crockett, King of the Wild Frontier (1955)
- The Great Locomotive Chase (1956)
- Davy Crockett and the River Pirates (1956)
- Westward Ho, The Wagons! (1956)
- Old Yeller (1957)
- The Light in the Forest (1958)
- The Hangman (1959)
- Alias Jesse James (1959)
- The Jayhawkers! (1959)
- Hell Is for Heroes (1962)
- Smoky (1966)
- Daniel Boone: Frontier Trail Rider (1966)

- Biblioteca Nacional de España: XX1674855
- Bibliothèque nationale de France: cb14041120p (data)
- Gemeinsame Normdatei: 141523352
- International Standard Name Identifier: 0000 0001 1765 5888
- Library of Congress Control Number: n95070665
- MusicBrainz: 36093bcd-4f38-4260-8c89-7fd322266dd3
- Nationale bibliotheek van Australië: 35536664
- Nederlandse Thesaurus van Auteursnamen: 420844341
- SNAC: w6h17cx4
- Système universitaire de documentation: 145764834
- Trove: 988371
- Virtual International Authority File: 59284981
- WorldCat: E39PBJfmtgGFXgy4cGMQ6dDQbd